# Ruffec (Indre)
Ruffec település Franciaországban, Indre megyében. Lakosainak száma 569 fő (2022. január 1.). Ruffec Bélâbre, Le Blanc, Chalais, Ciron és Rosnay községekkel határos.

## Népesség
A település népessége az elmúlt években az alábbi módon változott:
| Lakosok száma | 635  | 519  | 594  | 618  | 614  | 599  | 589  | 586  | 580  | 569  |
|               | 1968 | 1982 | 1990 | 2006 | 2013 | 2015 | 2017 | 2019 | 2020 | 2022 |